# Каган, Фанни Ильинична
Фанни Ильинична Каган (10 [23] ноября 1903, Гомель, Могилёвская губерния — 14 января 1990, Москва) — советский учёный-микробиолог, одна из основоположниц Всесоюзного института по контролю биопрепаратов и лаборатории по контролю анаэробных препаратов, заслуженный ветеринарный врач РСФСР (1963), доктор ветеринарных наук (1964), профессор (1966).

## Биография
Родилась 10 ноября 1903 года в Гомеле в семье рабочего-швейника. Училась в гимназии Общества родителей и преподавателей имени А. Я. Сыркиной. В 1918—1920 годах работала секретарем-делопроизводителем в военно-санитарном отделе Гомельского губернского отдела здравоохранения.
В 1922 году направлена Гомельским профсоюзом «Медсантруд» в Киевский ветеринарно-зоотехнический институт, ветеринарный факультет которого окончила в 1926-м. Работала в Екатеринославском ветеринарно-санитарном бактериологическом институте с 1926 по 1927 годы под руководством известного бактериолога В. Ф. Исполатова, в 1928-м заведовала Дятловичским ветучастком (Гомельский район). В 1928—1930 годах работала на Гомельской ветбакстанции ветврачом-бактериологом.
В 1930 году по конкурсу принята во Всесоюзный институт экспериментальной ветеринарии, работала под руководством С. Н. Муромцева. Также среди её учителей высококвалифицированные специалисты микробиологи почётный академик Н. Ф. Гамалея, академик Л. А. Зильбер, С. Н. Вышелесский. При организации Института по контролю ветеринарных препаратов в 1931 году Наркомзем СССР зачислил её на должность заведующей анаэробной лабораторией. Одновременно она исполняла обязанности заместителя директора института по науке, затем четыре года (1934—1937) была директором института.
В августе 1938 года арестована по делу о распространении инфекционной анемии лошадей, провела 9 месяцев в Бутырской тюрьме, после чего была освобождена в связи с прекращением дела. Впоследствии работала заместителем директора и заведующим лабораторией.
С началом Великой Отечественной войны командирована на Приволжскую биофабрику, где организовала производство ряда биопрепаратов от газовой гангрены, антистолбнячного антитоксина и антитоксической сыворотки, а также сыворотки против эмфизематозного карбункула для нужд Красной Армии, подготовила кадры для этой работы. В Москву вернулась в 1943 году.
В 1954 году за работу по восстановлению предприятий биологической промышленности, разрушенных войной и возвращённых из эвакуации, награждена орденом Ленина.
В 1964 году защитила докторскую диссертацию «Специфическая профилактика и терапия анаэробных инфекций».
Умерла 14 января 1990 года. Урна с прахом захоронена в колумбарии на Ваганьковском кладбище.

## Научная деятельность
Отмечается вклад Ф. И. Каган в развитие советской эпизоотологии, лечение анаэробной диареи цыплят, разработку методов профилактики и лечения брадзота овец и коз, эмфизематозного карбункула крупного рогатого скота, энтеротоксемии овец и дизентерии ягнят, злокачественного отёка и пастереллёза.
Под её руководством защищены 12 кандидатских (соискатели из СССР, Монголии, Венгрии) и 3 докторские диссертации, получено 6 авторских свидетельств.

### Публикации
Ф. И. Каган опубликовала около 200 научных работ по вопросам поддержания анаэробных штаммов, изготовления, совершенствования и стандартизации анаэробных и других биопрепаратов, в том числе две монографии:
- Лактионов А. М., Каган Ф. И., Коваленко Я. Р., Розанов Н. И., Краткое руководство по ветеринарной лабораторной технике. М.: Сельхозгиз, 1937.
- Каган Ф. И., Кириллов Л. В., Специфическая профилактика клостридиозов животных. М.: Колос, 1976. — 152 с., илл.

## Награды
- орден Ленина (1954)
- заслуженный ветеринарный врач РСФСР (1963)
- почётная грамота Министерства сельского хозяйства СССР (1983).

## Семья
Муж — Яков Семёнович Телишевский, художник-график. Дочь — Любовь Яковлевна Телишевская (род. в 1940), доктор биологических наук.